# Nun komm, der Heiden Heiland, BWV 62
Nun komm, der Heiden Heiland (BWV 62) ist eine Kirchenkantate von Johann Sebastian Bach. Er komponierte die Choralkantate auf Martin Luthers Nun komm, der Heiden Heiland 1724 in Leipzig für den 1. Advent, den 3. Dezember 1724.

## Geschichte und Worte
Bach schrieb die Kantate in seinem zweiten Jahr in Leipzig für den 1. Advent, mit dem das Kirchenjahr beginnt, und führte sie am 3. Dezember 1724 erstmals auf. Die vorgeschriebenen Lesungen waren Röm 13,11–14 , „Die Nacht ist vorgerückt, der Tag aber nahe herbeigekommen.“, und Mt 21,1–9 , der Einzug Jesu in Jerusalem. Die Choralkantate basiert auf Martin Luthers Lied Nun komm, der Heiden Heiland, dem Hauptlied für den 1. Advent. Mit der ersten Strophe dieses Liedes hatte Bach bereits zehn Jahre zuvor in Weimar die Kantate Nun komm, der Heiden Heiland, BWV 61, begonnen. Der unbekannte Dichter behielt die erste und die letzte (achte) Strophe im Wortlaut bei, dichtete die Strophen 2 und 3 zu einer Arie um, Strophen 4 und 5 zu einem Rezitativ, die beiden weiteren Strophen zu einer Arie und einem Duett-Rezitativ.
Bach führte die Kantate 1736 erneut auf, dabei fügte er für alle Sätze eine Stimme für Violone hinzu, nachdem die Thomasschule 1735 bei einer Auktion ein Instrument erworben hatte. Bachs Nachfolger Johann Friedrich Doles führte die Kantate nach Bachs Tod auf.

## Besetzung und Aufbau
Die Kantate ist besetzt mit vier Solisten, Sopran, Alt, Tenor und Bass, vierstimmigem Chor, Horn zur Verstärkung der Choralmelodie, zwei Oboen, zwei Violinen, Viola und Basso continuo.
1. Chor: Nun komm, der Heiden Heiland
2. Arie (Tenor): Bewundert, o Menschen, dies große Geheimnis
3. Rezitativ (Bass): So geht aus Gottes Herrlichkeit und Thron
4. Arie (Bass): Streite, siege, starker Held!
5. Rezitativ (Sopran, Alt): Wir ehren diese Herrlichkeit
6. Choral: Lob sei Gott, dem Vater g'ton („getan“)

## Musik
Mit dem 1. Advent beginnt das Kirchenjahr. Die alte Melodie seines Hauptliedes besteht aus vier Zeilen, deren erste und letzte gleich sind. Im instrumentalen Ritornell des Eingangschors erscheint dieses Thema zunächst im continuo, dann leicht abgewandelt in den Oboen. Abgesehen von diesem Material aus der Choralmelodie spielt das Orchester ein freies Concerto, in dem die Oboen ein Thema vorstellen und die erste Violine konzertiert. Das Ritornell erscheint gekürzt drei Mal als Zäsur zwischen den Textzeilen und vollständig am Satzende. Der Sopran singt den cantus firmus in langen Noten, jeweils vorbereitet durch imitatorische Einsätze der Unterstimmen. Alfred Dürr vermutet, dass das Evangelium vom Einzug Jesu in Jerusalem die festliche Musik im 6/4-Takt inspiriert hat. Christoph Wolff betont, dass die kleine Besetzung die Fastenzeit des Advent berücksichtigt, in der in Leipzig nur am 1. Sonntag Kantatenmusik zugelassen war.
Die erste Arie behandelt das „große Geheimnis: Der höchste Beherrscher erscheinet der Welt. … O Wunder! die Keuschheit wird gar nicht beflecket“ im Siciliano-Rhythmus mit Streicherbegleitung, die von den Oboen in tutti-Abschnitten von den Oboen verdoppelt wird. In großem Gegensatz betont die zweite Arie für Bass den Aufruf „Streite, siege, starker Held!“ mit einem „kämpferisch-tumulthaften“ Thema im continuo, das in einer späteren Fassung durch die hohen Streicher verdoppelt wird. Gardiner betrachtet die Arie als Vorläufer zu „Großer Herr und starker König“ in Teil I des Weihnachtsoratoriums. Das anschließende Duett bringt innigen Dank zum Ausdruck: „Wir ehren diese Herrlichkeit“, von Streichern zart begleitet. Die letzte Strophe ist schlicht vierstimmig gesetzt.

## Einspielungen
- Cantatas. Erhard Mauersberger, Thomanerchor, Gewandhausorchester, Adele Stolte, Gerda Schriever, Peter Schreier, Theo Adam. Eterna 1967
- J. S. Bach: Das Kantatenwerk – Sacred Cantatas Vol. 4. Nikolaus Harnoncourt, Tölzer Knabenchor, Concentus Musicus Wien, Solist des Tölzer Knabenchors, Paul Esswood, Kurt Equiluz, Ruud van der Meer. Teldec 1977
- Die Bach Kantate Vol. 60. Helmuth Rilling, Gächinger Kantorei, Bach-Collegium Stuttgart, Inga Nielsen, Helen Watts, Aldo Baldin, Philippe Huttenlocher. Hänssler 1980
- J. S. Bach: Advent Cantatas. Philippe Herreweghe, Collegium Vocale Gent, Sibylla Rubens, Sarah Connolly, Christoph Prégardien, Peter Kooij, Harmonia Mundi France 1996
- J. S. Bach: Adventskantaten. John Eliot Gardiner, Monteverdi Choir, English Baroque Soloists, Nancy Argenta, Petra Lang, Anthony Rolfe Johnson, Olaf Bär. Archiv Produktion 1992
- Bach Edition Vol. 12 – Cantatas Vol. 6. Pieter Jan Leusink, Holland Boys Choir, Netherlands Bach Collegium, Ruth Holton, Sytse Buwalda, Knut Schoch, Bas Ramselaar. Brilliant Classics 1999
- J. S. Bach: Complete Cantatas Vol. 13. Ton Koopman, Amsterdam Baroque Orchestra & Choir, Deborah York, Franziska Gottwald, Paul Agnew, Klaus Mertens. Antoine Marchand 2000
- J. S. Bach: Cantatas Vol. 28 – Cantatas from Leipzig 1724. Masaaki Suzuki, Bach Collegium Japan, Yukari Nonoshita, Robin Blaze, Makoto Sakurada, Peter Kooij. BIS 2004
- J. S. Bach: Cantatas for the Complete Liturgical Year Vol. 9. Sigiswald Kuijken, La Petite Bande, Gerlinde Sämann, Petra Noskaiová, Christoph Genz, Jan van der Crabben. Accent 2008